# Port Lions
Port Lions – miasto w Stanach Zjednoczonych, w stanie Alaska, w okręgu Kodiak Island, na wyspie Kodiak.